# Anidrido acético
Anidrido acético é o composto químico com fórmula (CH3CO)2O. Comumente abreviado Ac2O, é um dos mais simples anidridos de ácidos e é largamente usado como reagente em síntese orgânica.  É um composto incolor que cheira fortemente a ácido acético, que é formado pela sua reação com a umidade do ar.

## Produção
Anidrido acético é produzido por carbonilação do acetato de metila:
CH3CO2CH3  + CO  →   (CH3CO)2O
Este processo envolve a conversão do acetato de metila a iodeto de metila e um sal acetato. Carbonilação do iodeto de metila permite a produção de iodeto de acetila, o qual reage com sais acetato ou ácido acético para dar o produto final.  Iodetos de ródio ou lítio são empregados como catalisadores.  Porque o anidrido acético não é estável em água, a conversão é conduzida sob condições anidras. Em contraste, a síntese de ácido acético Monsanto, a qual também envolve uma carbonilação catalisada por ródio do iodeto de metila, é parcialmente aquosa.
Acrescente-se também que o anidrido acético é também preparado pela reação de cetena com ácido acético.
H2C=C=O + CH3COOH → CH3-CO-O-OC-CH3 [1]
A cetena é produzida por desidratação da acetona a elevada temperatura (700-750 °C).
CH3COCH3 → CH4 + H2C=C=O
Na verdade a reação [1] acima pode ser modificada para uma reação com qualquer ácido carboxílico:
H2C=C=O + RCOOH → CH3-CO-O-OC-R
Devido ao seu baixo custo, o anidrido acético é fornecido, não preparado, para uso em pesquisas em laboratório.

## Usos
É utilizado largamente como agente de acetilação e desidratação na síntese de produtos orgânicos para a indústria química e farmacéutica.
Ac2O é principalmente usado para a acetilação da celulose a acetato de celulose para filmes fotográficos e outras aplicações, historicamente em substituição a outros filmes mais inflamáveis e até explosivos (nitrocelulose).
Na indústria têxtil, é utilizado para a obtenção do acetato rayon.
Em geral, álcoois e aminas são acetilados. Aspirina, ácido acetilsalicílico, é preparado pela acetilação do ácido salicílico usando anidrido acético. Por causa de seu uso na síntese de heroína e drogas similares, pela diacetilação da morfina, o anidrido acético é listado como um "precursor" de substâncias entorpecentes, o que o faz ser controlado em inúmeros países, em especial os ligados ao antigo bloco soviético.
Por exemplo, a reação o anidrido acético com etanol é:
(CH3CO)2O  +  CH3CH2OH → CH3CO2CH2CH3 +  CH3CO2H
Frequentemente uma base tal como a piridina é a dicionada a função como catalisador.  Sais de Ácido de Lewis de escândio são também catalisadores efetivos.
É utilizado na obtenção do acetato de vinila, assim como de corantes, matérias primas para perfumes e como reativo na fabricação de vernizes, lubrificantes e lacas para aeronaves.
É utilizado na esterificação do amido.

## Hidrólise
Anidrido acético dissolve-se em água a aproximadamente 2,6% em peso. Soluções aquosas tem limitada estabilidade porque, como a maioria dos anidridos de ácido, o anidrido acético se hidrolisa dando ácido acético:
(CH3CO)2O  +  H2O  →  2 CH3CO2H

## Segurança

Corrosivo

Anidrido acético é irritante e inflamável. Por causa de sua reatividade com água, espuma de combate a incêndios resistente a álcool ou dióxido de carbono são preferíveis para a extinção de chamas.  O vapor de anidrido acético é nocivo.
Apresenta incompatibilidade com as seguintes substâncias: ácido nítrico (formação de nitrato de acetila), ácido perclórico (formação de anidrido perclórico, Cl2O7), permanganato de potássio (reação exotérmica), assim como com outros oxidantes enérgicos.